# Pivovar Pacov
Pacovský pivovar se nachází na náměstí Svobody v centru Pacova. Objekt pochází ze 2. poloviny 19. století a výroba piva v něm byla ukončena k roku 1969. Od 1. října 2011 je chráněn jako kulturní památka.

## Historie
Ve hmotě současné stavby z 19. století jsou dochovány staršího založení. První zmínka o pivovaru v Pacově je datována do roku 1515, kdy tamější panství koupil Václav Robmháp ze Suché. V této době měli právo várečné i místní měšťané, avšak po roce 1618 je připomínán již pouze vrchnostenský pivovar. Mezi majiteli se vystřídali Černínové z Chudenic, Myslíkové z Hyršova, páni z Lisova či Löwensteinové. V 17. a 18. století jsou zmiňovány roční produkce kolem 1.500 hl piva.
V 70. letech 19. století započal nový majitel pacovského velkostatku Adolf rytíř Weiss z Tessbachu s modernizací pivovarského provozu. Josef Rosenberg navrhl pro pacovský pivovar dvoulískový hvozd, spilku a se stavbou sklepních lednic došlo k rozšíření celého sklepního labyrintu. Tyto stavební úpravy umožnily markantní navýšení produkce, která na konci 19. století dosahovala 8.000 hl piva ročně a počátkem 20. století, kdy došlo k dalšímu kapacitnímu navýšení, se produkce zvýšila na 50.000 hl piva ročně. Desetitisícový výstav byl zastaven až první světovou válkou. Pivovary ve Velké Chyšce, Březině, Kameni, Vodici či Těchobuzi neustály silnou pacovskou konkurenci a jejich provozy byly uzavírány. Jako významní sládci jsou připomínáni Josef Tomáš Suk, Jan Mazánek a František Pospíšil. V Pacově se vařilo zejména pivo světlé, zcela výjimečně i černé.
Během druhé světové války zůstal pivovar v provozu. Na základě Benešových dekretů byl majetek, včetně Parostrojního pivovaru JUDr. Adolfa Weisse-Tessbacha v Pacově, rodině Weissů roku 1945 konfiskován a do pivovaru byla dosazena státní správa. Nejprve pivovar spadal pod Horácké pivovar, n.p., později byl převeden pod Jihočeské pivovary, n.p. Pod tímto národním podnikem se pivo v Pacově vařilo do roku 1969. Objekt poté využívaly Jihočeské mlékárny ke zrání sýrů a jako skladové prostory. V roce 2014 část chátrajícího areálu odkoupilo Město Pacov, další budovy jsou však v soukromých rukách. O jeho využití však zatím není jasno.
Na pivovarskou tradici navazuje ve městě Rodinný pivovar Pacov, jenž byl založen roku 2009.

## Popis
Objekt se nachází přímo v městské památkové rezervaci, v bezprostřední blízkosti pacovského zámku. Západně od objektu se rozprostírají rybníky, které pivovar využíval ke svým potřebám. Areál sestává z jedné obytné budovy, varny s kotelnou, budovy chladného hospodářství a sladovny.
Podsklepená obytná budova je přistavěna k západní straně věžového čtyřpatrového hvozdu, jenž je zakončen cihlovým komínem se zdobeným věncem, je pokryta sedlovou střechou a má nečleněnou, stroze omítnutou fasádu. Taktéž třípodlažní objekt sladovny má sedlovou střechu a jeho jednotlivá patra jsou propojena nákladním výtahem. V jeho přízemí se nachází humno s valenými klenbami a do nadzemních pater jsou umístěny sýpky na ječmen. V interiéru se dochovaly původní cihlové podlahy, dnes překryté betonem. Na východním štítu se dochoval dekor plochého štukového zubořezu.
Budovy varny a kotelny jsou různě diferencované stavby, do nichž byla taktéž umístěna strojovna, topeniště, kompresorovny, šalandy, bednárny, čistírny a chladiště. Budova varna má trojúhelníkový štít, opět zdobený plochým štukovým zubořezem a mělkými lesény, sedlovou střechu a odvětrávací věžičku. Na půdě se dříve nacházel šrotovník a zásobník na slad. Některá okna jsou zdobena štukovými šambránami. Nádvorní okna jsou zazděná. Jak sklepy, tak nadzemní místnosti jsou plochostropé s betonovými podlahami. Pod budovou chladového hospodářství se rozkládají ležácké sklepy s valenými klenbami. Původní kvasírna byla přebudována na skladiště. Technologická zařízení pivovaru se do současnosti nedochovala.